# Ib Ohlsson
Ib Ohlsson (* 1935 in Kopenhagen, Dänemark) ist ein dänischer, international bekannter Grafiker und vor allem Illustrator. Im Jahr 1960 ist er in die Vereinigten Staaten ausgewandert und lebt noch heute in Pelham, New York.
In den USA war Ohlsson für verschiedene Zeitungen wie der Newsweek und der New York Times tätig. Des Weiteren hat er sich als Illustrator von Bilderbüchern einen Namen gemacht. Auch heute noch erstellt er Cartoons u. a. für Foreign Affairs, einem amerikanischen Politik-Journal.